# Сэпунару, Зуня Симхович
Зу́ня Си́мхович Сэпуна́ру (также Зюня и Зундл Сепунару, рум. Zunea Săpunaru; 12 (28) февраля 1910, Распопены, Оргеевский уезд, Бессарабская губерния — 3 августа 1996, Израиль) — молдавский советский литературный критик, журналист, переводчик.

## Биография
Окончил лицей «Ион Крянгэ» в Бельцах и юридический факультет Ясского университета (1934), куда в 1930 году перевёлся с медико-фармацевтического факультета. В годы румынской оккупации во время войны был депортирован в гетто Транснистрии. С 1945 года работал в кишинёвских газетах на молдавском языке. Переводил на молдавский язык классическую и современную русскую и западноевропейскую литературу, опубликовал несколько сборников литературно-критических статей о современной молдавской литературе. С 1978 года жил в Израиле.
Среди изданных в книжной форме переводов З. Сэпунару — Вера Панова («Krujiliha», роман, 1949), «Герой нашего времени» Михаила Лермонтова («Eroul vremii noastre», 1949), «Дубровский» Александра Пушкина («Dubrovski», с Р. Портным, 1951), Виталий Закруткин («Staniţa plutitoare», 1953), повести Ивана Тургенева («Mumu», 1954), «Что делать?» и «Из рассказов о новых людях» Николая Чернышевского («Ce-i de făcut? Din povestirile despre oamenii noi», 1954), Ганс Леберехт («Lumină în Koordi», 1959), собрание сочинений Мате Залка (1959), Александр Чаковский («La steaua care — a răsărit», 1966), Леонид Волынский («Imaginea vremii: Carte despre pictorii ruşi», 1967), Ганна Ильберг («Clara Zetkin — Oameni de samă», 1969), Мустай Карим («Pirostria», 1987). В 1949 году составил «Антологию молдавской советской прозы» (Antologia literaturii sovietice moldoveneşti: Proză).

## Семья
- Жена — Анна Даниловна Сэпунару (урождённая Вугман), педагог и библиограф, автор библиографического указателя «Водный режим и засухоустойчивость растений, 1940—1960» (АН МССР, Кишинёв: Картя молдовеняскэ, 1964. — 307 с.)[7][8].
  - Сын — израильский физик Даниэл Сэпунару (Сепунару, англ. Daniel Sepunaru; род. 1946), выпускник физического факультета СПбГУ (1970), доктор философии по физике (PhD), автор научных трудов по квантовой механике[9][10].
    - Внук — Лиор Сепунару, химик в институте Вейцмана (PhD) и Калифорнийском университете в Санта-Барбаре.

## Награды
- Медаль «За трудовую доблесть» (8 июня 1960 года) — за выдающиеся заслуги в развитии молдавского искусства и литературы и в связи с декадой молдавского искусства и литературы в гор. Москве[11].

## Книги
- Însemnări critice. Кишинёв: Госиздат Молдавии, 1958 и 1961. — 216 с.
- Articole de critică. Кишинёв: Картя молдовеняскэ, 1959. — 181 с.[12]
- Литературно-критические статьи. Перевод с молдавского. Кишинёв: Картя молдовеняскэ, 1962. — 224 с.
- Orizonturi: Studii şi articole de critică literară. Кишинёв: Картя молдовеняскэ, 1965. — 307 с.
- Freamătul vremii: Studii şi articole de critică literară. Кишинёв: Картя молдовеняскэ, 1969. — 468 с.
- Эхо времени: исследования и критические статьи о молдавской литературе. Кишинёв: Картя молдовеняскэ, 1969. — 467 с.